# Joe Ira Clark
Joe Ira Clark (Texas, 15 juni 1975) is een Amerikaans voormalig basketballer en basketbalcoach.

## Carrière
Clark speelde van 1994 tot 1996 collegebasketbal voor de Temple College Leopards. Hij speelde daarna nog twee seizoenen voor de Texas Longhorns. In de NBA draft van 1998 werd hij niet gekozen. Hij tekende daarop een contract in Taiwan bij Yulon Dinos. Hij speelde in de zomer van 1999 voor Tanduay Rhum Masters uit de Filipijnen. Hij speelde het seizoen 1999/00 voor het Japanse Tokio Kaijo. Aan het einde van het seizoen keerde hij opnieuw terug naar de Filipijnse competitie en Tanduay Rhum Masters. Voor het seizoen 2000/01 keerde hij terug naar de Tokio Kaijo waar hij nog een seizoen speelde. In april 2001 werd hij in de derde ronde gekozen door de Atlantic City Seagulls uit de USBL.
In 2001 tekende hij bij reeksgenoot OSG Phoenix waar hij een seizoen speelde. In de zomer van 2002 speelde hij voor de Oklahoma Storm in de USBL. Hij won het kampioenschap en werd verkozen tot MVP, All-USBL First Team en USBL All-Defensive Team. Voor het seizoen 2002/03 tekende hij bij het Italiaanse Fabriano Basket. In april 2003 tekende hij bij het Turkse Efes Pilsen SK waar hij de rest van het seizoen speelde. Voor het seizoen 2003/04 tekende hij in Griekenland bij Makedonikos BC. In de zomer van 2004 tekende hij bij het Russische UNICS Kazan.
In 2005 tekende hij bij het Koreaanse Daegu Orions en speelde er een seizoen. In april 2006 keerde hij terug naar de Turkse competitie en speelde de rest van het seizoen bij Ülkerspor GSK. Het volgende seizoen tekende hij bij Fenerbahçe. Van 2007 tot 2010 speelde hij in Koeweit voor Kuwait SC. In het seizoen 2010/11 speelde hij voor het Australische Gold Coast Blaze. In november 2011 ging hij spelen voor het Koreaanse Seoul Thunders en speelde daarna nog voor Al-Muharraq SC uit Bahrein.
Hij keerde hierna terug naar Zuid-Korea en tekende bij Changwon Sakers, hierna speelde hij in Egypte voor Sporting Alexandria. Vanaf 2013 zou hij enkel nog spelen in de Koreaanse competitie. In 2013 tekende hij bij Busan Sonicboom, de twee seizoenen daarop speelde hij voor Ulsan Phoebus. In 2017 speelde hij kort voor Jeonju Egis, in 2018/19 speelde hij nog voor Ulsan Phoebus. Nadien stopte Clark met spelen. Hij werd wel assistent-coach bij de Ulsan Phoebus van 2019 tot 2022.

## Erelijst
- USBL-kampioen: 2002
- USBL Postseason MVP: 2002
- All-USBL First Team: 2002
- USBL All-Defensive Team: 2002
- Turks landskampioen: 2003, 2006, 2007